# Darvīsh Moḩammad Shāh
Darvīsh Moḩammad Shāh (persiska: درويش محمد شاه) är en ort i Iran.   Den ligger i provinsen Mazandaran, i den norra delen av landet, 170 km nordost om huvudstaden Teheran. Antalet invånare är 275.
Terrängen runt Darvīsh Moḩammad Shāh är mycket platt, och sluttar norrut. Runt Darvīsh Moḩammad Shāh är det tätbefolkat, med 550 invånare per kvadratkilometer. Närmaste större samhälle är Sari, 14,2 km sydost om Darvīsh Moḩammad Shāh. Trakten runt Darvīsh Moḩammad Shāh består till största delen av jordbruksmark.